# 泊松括號
在數學及经典力學中，泊松括號是哈密顿力學中重要的運算，在哈密頓表述的動力系統中時間演化的定義起着中心角色。在更一般的情形，泊松括号用来定义一个泊松代数，而泊松流形是一个特例。它们都是以西莫恩·德尼·泊松命名的。

取决于时间的向量场演示图。泊松括号是用这个向量场的分量函数定义的。

两个取决于时间的向量场演示图，表示了上一个向量场分量的梯度函数。

两个取决于时间的向量场的叉积示意图，表示了原向量场分量的梯度函数。两个函数的括号是它们的pq-梯度的叉积的长度。这说明了括号、梯度与叉积的关系；由无穷小梯度向量组成的平行四边形越大，括号越大。

## 正則坐標
在正則坐標{\displaystyle (q_{i},p_{j})}表示中，相空间内两个函数{\displaystyle f(\mathbf {q} ,\ \mathbf {p} ),\ g(\mathbf {q} ,\ \mathbf {p} )}的泊松括號具有如下形式：
{\displaystyle \{f,g\}=\sum _{i=1}^{N}\left[{\frac {\partial f}{\partial q_{i}}}{\frac {\partial g}{\partial p_{i}}}-{\frac {\partial f}{\partial p_{i}}}{\frac {\partial g}{\partial q_{i}}}\right]}。

## 运动方程
哈密顿-雅可比运动方程有一个使用泊松括号的等价表示。这可最直接地用坐标系表示。假设{\displaystyle f(p,q,t)}是流形上一个函数，则我们有
{\displaystyle {\frac {\mathrm {d} }{\mathrm {d} t}}f(p,q,t)={\frac {\partial f}{\partial t}}+{\frac {\partial f}{\partial p}}{\frac {\mathrm {d} p}{\mathrm {d} t}}+{\frac {\partial f}{\partial q}}{\frac {\mathrm {d} q}{\mathrm {d} t}}}。
然后，取{\displaystyle p=p(t)}与{\displaystyle q=q(t)}为哈密顿-雅可比方程{\displaystyle {\dot {q}}={\partial H}/{\partial p}}与{\displaystyle {\dot {p}}=-{\partial H}/{\partial q}}的解，我们有
{\displaystyle {\frac {\mathrm {d} }{\mathrm {d} t}}f(p,q,t)={\frac {\partial f}{\partial t}}+{\frac {\partial f}{\partial q}}{\frac {\partial H}{\partial p}}-{\frac {\partial f}{\partial p}}{\frac {\partial H}{\partial q}}={\frac {\partial f}{\partial t}}+\{f,H\}}。
从而，辛流形上一个函数f的演化可用辛同胚单参数族给出，以时间t为参数。丢掉坐标系，我们有
{\displaystyle {\frac {\mathrm {d} }{\mathrm {d} t}}f=\left({\frac {\partial }{\partial t}}-\{\,H,\cdot \,\}\right)f}。
算子{\displaystyle -\{\,H,\cdot \,\}}称为刘维尔算子。

## 运动常数
一个可积动力系统可能有能量以外的运动常数。这样的运动常数在泊松括号下将与哈密顿量交换。假设某个函数{\displaystyle f(p,q)}是一个运动常数。这意味着如果{\displaystyle p(t),q(t)}是哈密顿运动方程的一条轨迹或解，则沿着轨迹有{\displaystyle 0={\frac {\mathrm {d} f}{\mathrm {d} t}}}。这样我们有
{\displaystyle 0={\frac {\mathrm {d} }{\mathrm {d} t}}f(p,q)={\frac {\partial f}{\partial p}}{\frac {\mathrm {d} p}{\mathrm {d} t}}+{\frac {\partial f}{\partial q}}{\frac {\mathrm {d} q}{\mathrm {d} t}}={\frac {\partial f}{\partial q}}{\frac {\partial H}{\partial p}}-{\frac {\partial f}{\partial p}}{\frac {\partial H}{\partial q}}=\{f,H\}}
这里中间步骤利用运动方程得到。这个方程称为刘维尔方程。刘维尔定理描述了如上给出的一个测度（或相空间上分布函数）的时间演化。
为了使一个哈密顿系统完全可积，所有的运动常数必须互相对合。

## 定义
設M是一個辛流形，即流形上帶有一個辛形式（闭的非退化2-形式）：{\displaystyle \omega }，这就是说{\displaystyle d\omega =0}且当其视一个映射{\displaystyle \omega :\xi \in \mathrm {vect} [M]\rightarrow i_{\xi }\omega \in \Lambda ^{1}[M]}，{\displaystyle \omega }有逆映射{\displaystyle {\tilde {\omega }}:\Lambda ^{1}[M]\rightarrow \mathrm {vect} [M]}。  这里{\displaystyle d}是流形M上内蕴的外导数运算，而{\displaystyle i_{\xi }\theta }是内乘或缩并运算，在1-形式{\displaystyle \theta }这等价于{\displaystyle \theta (\xi )}。
由外微分的公理，我们由：
{\displaystyle i_{[v,w]}\omega =d(i_{v}i_{w}\omega )+i_{v}d(i_{w}\omega )-i_{w}d(i_{v}\omega )-i_{w}i_{v}d\omega ,\,}
这里{\displaystyle [v,w]}表示光滑向量场的李括号，其性质本质上定义了M上流形结构。 
如果v使得{\displaystyle d(i_{v}\omega )=0}，我们称之为{\displaystyle \omega }-闭（或称余闭）。类似地，如果{\displaystyle i_{v}\omega =df}对所有函数f成立，我们称v {\displaystyle \omega }-恰当（或余恰当）。已知{\displaystyle d\omega =0}，上面的表达式蕴含着两个余闭向量场总是一个余恰当向量场，因为当v和w都余闭时，表达式中惟一非零项是{\displaystyle d(i_{v}i_{w}\omega )}。又因为外导数满足{\displaystyle d\circ d=0}，所有余恰当向量场是余闭的；所以李括号对余闭向量场空间与其子空间余恰当向量场都是封闭。用抽象代数的话来说，余闭向量场组成了M上光滑向量场李代数的一个子代数，而余恰当向量场组成这个子代数的一个代数理想。
假设存在逆映射{\displaystyle {\tilde {\omega }}}，M上每个光滑实值函数f可以与一个余恰当向量场相伴{\displaystyle {\tilde {\omega }}(df)}（两个函数与同一个向量场相伴当且仅当它们的差是d的核，即在M的任何连通分支上是常数）。这样我们定义{\displaystyle (M,\omega )}上的泊松括号，为可微函数上一个双线性运算，在泊松括号下{\displaystyle C^{\infty }}（光滑）函数组成一个代数。它由下式给出：
{\displaystyle \{f,g\}=i_{{\tilde {\omega }}(df)}dg=-i_{{\tilde {\omega }}(dg)}df=-\{g,f\}\,}
泊松括号的反对称性由外导数的公理与条件{\displaystyle d\omega }保证。映为映射{\displaystyle {\tilde {\omega }}}是逐点线性和反对称的，一些作者将它们和一个双向量联系起来，这不是外微分中常见的对象。这种形式它称为这个辛流形上泊松双向量或泊松结构，泊松括号简单地写做{\displaystyle \{f,g\}={\tilde {\omega }}(df,dg)}。
光滑函数上的泊松括号对应于余恰当向量场上的李括号并继承了它的性质。从而它满足雅可比恒等式：
{\displaystyle \{f,\{g,h\}\}+\{g,\{h,f\}\}+\{h,\{f,g\}\}=0\,}
关于一个特定的数量场f的泊松括号{\displaystyle \{f,\_\}}对应于关于{\displaystyle {\tilde {\omega }}(df)}的李导数。从而，它是一个导子，即它满足莱布尼兹法则：
{\displaystyle \{f,gh\}=\{f,g\}h+g\{f,h\}\,}
这是流形的一个基本性质，关于两个向量场的李导数运算的交换子等价于关于某个向量场的李导数，即它们的李括号。泊松括号中平行的脚色显然是雅可比恒等式的一个变形：
{\displaystyle \{f,\{g,h\}\}-\{g,\{f,h\}\}=\{\{f,g\},h\}\,}
如果f和g的泊松括号消失（{\displaystyle \{f,g\}=0}），则f与g称为互相对合（mutual involution），并有关于f和g取泊松括号的运算交换。

## 李代數
泊松括號是反交换的，也滿足雅可比恒等式。这使得辛流形上的光滑函数空间成为無限維的李代數，以泊松括號为李括號。相应的李群是辛流形的辛同胚群（也稱為正則變換）。
给定一个可微切丛上的向量场X，令{\displaystyle P_{X}}为其共轭动量。这个从场到共轭动量的映射为从泊松括號到李括號的李代數反同态：
{\displaystyle \{P_{X},P_{Y}\}=-P_{[X,Y]}\,}。
这个重要结果值得我们给个简短证明。记位形空间的q点的向量场X为
{\displaystyle X_{q}=\sum _{i}X^{i}(q){\frac {\partial }{\partial q^{i}}}}
其中{\displaystyle \partial /\partial q^{i}}是局部坐标系。X的共轭动量的表达式为 
{\displaystyle P_{X}(q,p)=\sum _{i}X^{i}(q)\;p_{i}}
这里{\displaystyle p_{i}}为和坐标共轭的动量函数。这样就有，对相空间的每点{\displaystyle (q,p)}， 
{\displaystyle \{P_{X},P_{Y}\}(q,p)=\sum _{i}\sum _{j}\{X^{i}(q)\;p_{i},Y^{j}(q)\;p_{j}\}}
{\displaystyle =\sum _{ij}p_{i}Y^{j}(q){\frac {\partial X^{i}}{\partial q^{j}}}-p_{j}X^{i}(q){\frac {\partial Y^{j}}{\partial q^{i}}}}
{\displaystyle =-\sum _{i}p_{i}\;[X,Y]^{i}(q)}
{\displaystyle =-P_{[X,Y]}(q,p)\,}
以上对所有{\displaystyle (q,p)}成立，证毕。